# 一錦周之助
一錦 周之助（いちにしき しゅうのすけ、1924年5月20日 - 2012年7月20日）は、青森県東津軽郡横内村（現：青森市）出身で高嶋部屋所属の大相撲力士。本名は鳴海 周之助（なるみ しゅうのすけ）。現役時代の体格は身長177cm、体重79kg。最高位は西十両7枚目（1951年5月場所）。得意技は突っ張り・右四つ・上手投げ。2代安治川、9代友綱。魁将龍の祖父、巴潟の義弟、魁輝の義父。引退後は友綱部屋を継承し、停年まで後進の指導に当たった。

## 経歴
17歳の時に高嶋部屋に入門し、1942年1月場所に初土俵を踏んだ。1946年11月場所には初土俵から所要9場所(当時は年2場所制）で十両に昇進した。しかし同場所を全休し、1場所で幕下に陥落。暫くは幕下に在位していたが、1949年5月場所に十両に復帰すると十両に定着した。突っ張ってからの右四つ相撲であったが、胃腸が弱いこともあり体重が増えず80kgにも満たない超小兵力士であったため十両の地位を維持するのが精一杯であった。1952年9月場所を最後に十両から陥落すると一度も土俵に上がることがなく、1953年5月場所限りで現役を引退した。
引退後は年寄・安治川を経て8代友綱（小結・巴潟）の夫人の妹と結婚し、8代友綱停年後は9代友綱に名跡変更して友綱部屋を継いだ。元々部屋持ちになる予定はなかったようだが、自宅を測量したらギリギリ稽古場を作れるということで部屋の建物を作ることが決まったという。先代からの弟子であった魁輝を関脇に昇進させ、娘婿に取って自身の定年退職後に10代友綱として部屋を継承させた。もっとも、自身が現役時代に押し相撲の力士であったことから四つ相撲の取り手である魁輝の指導は出稽古に出して他の部屋に任せたという。在職中は、魁輝以外にも先代からの弟子である後に世話人に転身した王湖と直弟子で後にプロレスラーに転身した大刀光を関取に昇進させている。また、アメリカ出身の戦闘竜もスカウトし入門させた。さらに停年寸前に入門した古賀博之が大関・魁皇となっていることもあり、現役時よりも師匠として力を発揮したといえる。元十両の年寄が定年まで在職したのは一錦が5人目。また、一錦の退職後元十両の年寄は1997年7月場所に引退した元十両4・大竜（大鵬部屋）が15代大嶽を襲名するまで途絶えた。
2012年（平成24年）7月20日、肺炎のため東京都内の病院で死去。88歳（喪主は娘婿で孫（長女の次男）の時と同じである）。

## 略歴
- 1942年1月場所 初土俵
- 1946年11月場所 新十両
- 1953年5月場所 現役引退、年寄・安治川襲名
- 1989年5月 年寄停年退職

## 主な成績
- 通算成績：126勝124敗46休 勝率.504
- 十両成績：73勝92敗13休 勝率.442
- 現役在位：29場所
- 十両在位：12場所
- 各段優勝：なし

### 場所別成績
| 1942年 （昭和17年） | （前相撲）              | x                       | 西序ノ口20枚目 5–3      | x                   |
| 1943年 （昭和18年） | 東序二段57枚目 6–2      | x                       | 東三段目56枚目 4–4      | x                   |
| 1944年 （昭和19年） | 西三段目45枚目 7–1      | x                       | 東三段目筆頭 3–2        | 西幕下26枚目 2–2–1  |
| 1945年 （昭和20年） | x                       | x                       | 西幕下18枚目 4–1        | 西幕下3枚目 3–2     |
| 1946年 （昭和21年） | x                       | x                       | x                       | 西十両13枚目 0–0–13 |
| 1947年 （昭和22年） | x                       | x                       | 西幕下10枚目 0–0–5      | 西幕下29枚目 3–3    |
| 1948年 （昭和23年） | x                       | x                       | 東幕下27枚目 4–2        | 東幕下18枚目 5–1    |
| 1949年 （昭和24年） | 西幕下4枚目 7–5         | x                       | 東十両13枚目 8–7        | 西十両10枚目 7–8    |
| 1950年 （昭和25年） | 東十両12枚目 5–10       | x                       | 西十両14枚目 9–6        | 西十両8枚目 7–8     |
| 1951年 （昭和26年） | 西十両9枚目 8–7         | x                       | 西十両7枚目 6–9         | 東十両10枚目 6–9    |
| 1952年 （昭和27年） | 西十両13枚目 8–7        | x                       | 西十両10枚目 5–10       | 東十両17枚目 4–11   |
| 1953年 （昭和28年） | 東幕下4枚目 休場 0–0–15 | 東幕下18枚目 休場 0–0–8 | 東幕下33枚目 引退 0–4–4 | x                   |
| 各欄の数字は、「勝ち-負け-休場」を示す。 優勝 引退 休場 十両 幕下 三賞：敢=敢闘賞、殊=殊勲賞、技=技能賞 その他：★=金星 番付階級：幕内 - 十両 - 幕下 - 三段目 - 序二段 - 序ノ口 幕内序列：横綱 - 大関 - 関脇 - 小結 - 前頭（「#数字」は各位内の序列） |                         |                         |                         |                     |

## 改名歴
- 一錦 周之助（いちにしき しゅうのすけ）1942年1月場所 - 1947年6月場所
- 三吉山 周之助（みよしやま -）1947年11月場所
- 一錦 周之助（いちにしき -）1948年5月場所 - 1949年10月場所
- 一錦 一輝（- いっき）1950年1月場所
- 一錦 周之助（いちにしき しゅうのすけ）1950年5月場所
- 一錦 周之輔（読み同じ）1950年9月場所
- 日本錦 曻（やまとにしき のぼる）1951年1月場所 - 1951年5月場所
- 日本錦 周（- しゅう）1951年9月場所
- 一錦 周之助（いちにしき しゅうのすけ）1952年1月場所 - 1953年1月場所
- 鳴海 周之助（なるみ -）1953年3月場所 - 1953年5月場所（引退）

## 年寄変遷
- 安治川 嘉昭（あじがわ）1953年5月 - 1976年3月
- 友綱 隆登（ともづな）1976年3月 - 1989年5月（停年退職）